# Lintneria pitzahuac
Lintneria pitzahuac là một loài bướm đêm thuộc họ Sphingidae. Loài này có ở México.
It is similar in colour và pattern to Lintneria lugens và Lintneria psuedostigmatica, nhưng nhỏ hơn Lintneria psuedostigmatica và với cánh hẹp hơn.
Ấu trùng có thể ăn Lamiaceae (such as Salvia, Mentha, Monarda và Hyptis), Hydrophylloideae (such as Wigandia) và Verbenaceae species (such as Verbena và Lantana).